# Acalathus
Acalathus is een geslacht van kevers uit de familie van de loopkevers (Carabidae). De wetenschappelijke naam van het geslacht is voor het eerst geldig gepubliceerd in 1889 door Semenov.

## Soorten
Het geslacht Acalathus omvat de volgende soorten:
- Acalathus advena (Leconte, 1848)
- Acalathus businskyi (Lassalle, 1999)
- Acalathus drolmae Lassalle, 1999
- Acalathus fallax (Semenov, 1889)
- Acalathus kangdingensis Lassalle, 2011
- Acalathus langmusiensis (Lassalle, 1999)
- Acalathus luhuoensis Lassalle, 1999
- Acalathus nanpingensis (Lassalle, 1999)
- Acalathus semirufescens Semenov, 1889
- Acalathus shaanxiensis Lassalle, 2011
- Acalathus validulus Tschitscherine, 1895
- Acalathus wrzecionkoi Lassalle, 1999
- Acalathus xiahensis Lassalle, 1999
- Acalathus yunnanicus Lassalle, 2011